# Джэксон (округ, Колорадо)
Джэ́ксон (англ. Jackson County) — округ в США, штате Колорадо. По состоянию на 2000 год, численность населения составляла 1577 человек. Был основан 5 мая 1909 года, получил своё название в честь седьмого президента США Эндрю Джексона.

## География
По данным Бюро переписи США, общая площадь округа равняется 4198 км², из которых 4178 км² суша и 20 км² или 0,48 % это водоёмы.

## Демография
По данным переписи населения 2000 года в округе проживает 1577 жителей в составе 661 домашних хозяйств и 442 семей. Плотность населения составляет 0,25 человека на км². На территории округа насчитывается 1 145 жилых строений, при плотности застройки менее 1,0 строения на км². Расовый состав населения: белые — 96,20 %, афроамериканцы — 0,25 %, коренные американцы (индейцы) — 0,76 %, азиаты — 0,06 %, представители других рас — 1,46 %, представители двух или более рас — 1,27 %. Испаноязычные составляли 6,53 % населения независимо от расы.
В составе 29,20 % из общего числа домашних хозяйств проживают дети в возрасте до 18 лет, 54,90 % домашних хозяйств представляют собой супружеские пары проживающие вместе, 7,90 % домашних хозяйств представляют собой одиноких женщин без супруга, 33,00 % домашних хозяйств не имеют отношения к семьям, 28,40 % домашних хозяйств состоят из одного человека, 10,10 % домашних хозяйств состоят из престарелых (65 лет и старше), проживающих в одиночестве. Средний размер домашнего хозяйства составляет 2,37 человека, и средний размер семьи 2,91 человека.
Возрастной состав округа: 25,60 % моложе 18 лет, 5,40 % от 18 до 24, 26,90 % от 25 до 44, 29,10 % от 45 до 64 и 13,10 % от 65 и старше. Средний возраст жителя округа 40 лет. На каждые 100 женщин приходится 101,40 мужчин. На каждые 100 женщин старше 18 лет приходится 107,80 мужчин.
Средний доход на домохозяйство в округе составлял 31 821 USD, на семью — 37 361 USD. Среднестатистический заработок мужчины был 26 250 USD против 18 417 USD для женщины. Доход на душу населения составлял 17 826 USD. Около 10,30 % семей и 14,00 % общего населения находились ниже черты бедности, в том числе — 22,50 % молодёжи (тех кому ещё не исполнилось 18 лет) и 9,00 % тех кому было уже больше 65 лет.